# Peugeot Motocycles
Peugeot Motocycles (ou Peugeot Scooters) est un constructeur français de scooters, cyclomoteurs et motos.

## Histoire

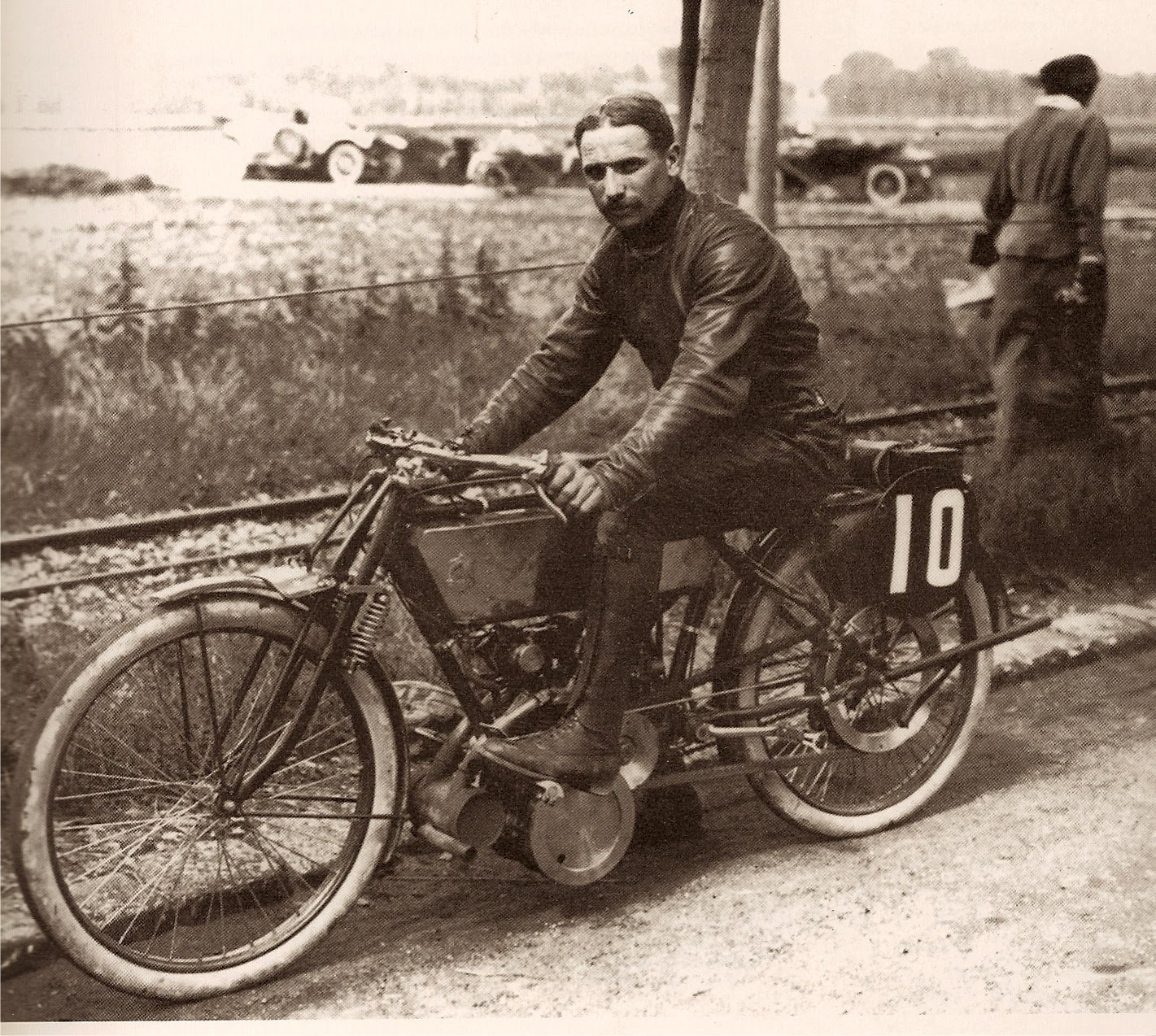
Peugeot 500 M vers 1913-1914.

L’aventure de la moto Peugeot démarre en 1898 à Beaulieu, le berceau historique des deux-roues de la marque, et de l’automobile.
Après la séparation intervenue entre les deux cousins Eugène et Armand Peugeot, Eugène récupère l’espace laissé disponible dans l’usine de Beaulieu par le départ d’Armand à Audincourt. Il va y construire des motos et des tricycles.
Il construit sa première moto en 1898. Elle est propulsée par un moteur De Dion-Bouton sur la roue arrière. Elle n'est cependant pas produite en série. En 1901 est présentée la première motobicyclette de 198 cm3, 1,5 ch.
En 1910, la société d'Armand Peugeot et celle des fils d'Eugène fusionnent pour devenir la « Société anonyme des automobiles et cycles Peugeot ».
En 1914 sort la Peugeot 500 M, une 500 cm3. C'est la première à utiliser un moteur avec une disposition de type arbre à cames en tête.
En 1930, Peugeot acquiert Automoto, un pionnier des motos et scooters. En 1934, la P515 (495 cm3) bat neuf records internationaux, dont 3 000 km parcourus à 118 km/h de moyenne. Peugeot est le premier fabricant français de motos jusqu'aux années 1950. Dans ces années-là, la gamme des vélomoteurs et des motos s’échelonne de 100 à 250 cm3.
À la suite du délaissement des cyclomoteurs au profit de scooters par la clientèle, Peugeot oriente ses constructions vers ce produit dès 1955. Elle développe des scooters de forte cylindrée (125 cm3 et plus) en complément de ses modèles d'entrée de gamme dont elle annonce, à partir de 2008, la délocalisation en Chine. De 2010 à 2018, Peugeot Motocycles change de dénomination commerciale pour devenir « Peugeot Scooters » pour être plus cohérent avec sa gamme qui se compose exclusivement de scooters.
En 2014, Mahindra & Mahindra acquiert 51 % de l'entreprise. Peugeot Motocycles dispose d'une licence d'utilisation de la marque Peugeot pour cinquante ans. Le groupe PSA conserve 49 % des parts. L'objectif est d'ouvrir Peugeot Scooter et ses technologies au marché indien et aux exportations vers les pays à faibles revenus.[réf. nécessaire] En octobre 2019, PSA annonce la vente de ses parts restantes à Mahindra. PSA conserve deux sièges au conseil d'administration au titre de la licence concédée sur la marque Peugeot.
En 1825, le site de production de Valentigney / Mandeure est bâti. Il est devenu en 2018, le siège social de l'entreprise et on y trouve l'unique usine d'assemblage française de scooters Peugeot.
En janvier 2023 le fonds d'investissement allemand Mutares a pris le contrôle de Peugeot Motocycles dont l'ancien propriétaire, le groupe indien Mahindra & Mahindra, reste coactionnaire
Peugeot Motocycles produit actuellement des scooters et des trois-roues de cylindrées allant de 50 à 400 cm3. Le constructeur possède deux sites de production, à Mandeure en France (trois cents salariés) et à Jinan en Chine.

### Plaintes contre Peugeot Motocycles pour contrefaçon
Le Groupe Piaggio a déposé une plainte contre Peugeot Motocycles, propriété du groupe indien Mahindra & Mahindra, concernant le Peugeot Metropolis pour contrefaçon de son modèle Piaggio MP3. Après avoir gagné les procès et appels en Italie, le différend s'est prolongé en France. Pour cette violation, Peugeot Motocycles a été condamné en France, en première instance, en septembre 2021, à verser des dommages et intérêts pour un montant de 1 500 000 €, qui s’ajoutent aux autres amendes pour violation et aux frais légaux de justice.
Le constructeur français a désormais l'interdiction de produire, promouvoir (y compris sur internet), commercialiser, importer, exporter, utiliser et/ou posséder un scooter trois roues Metropolis utilisant le système breveté par le Groupe Piaggio sous peine d'une sanction pécuniaire pour chaque véhicule concerné. Le constructeur est même pénalisé, à raison de 6 000 €, pour chaque modèle vendu au terme d'un délai de 30 jours après la notification du jugement. Le constructeur a du aussi retirer tous les modèles du commerce et de tous les points de vente sous 90 jours. Au-delà de cette date, il serait pénalisé de 10 000 € supplémentaires par véhicule et par jour de retard.
On peut mieux comprendre les raisons de la vente en janvier 2023 de Peugeot Motocycles par le groupe indien Mahindra & Mahindra.

### Identité visuelle

Logos de Peugeot Motocycles
De 1998 à 2010.
De 2010 à 2021.
Depuis 2021.

## Modèles

### Motos

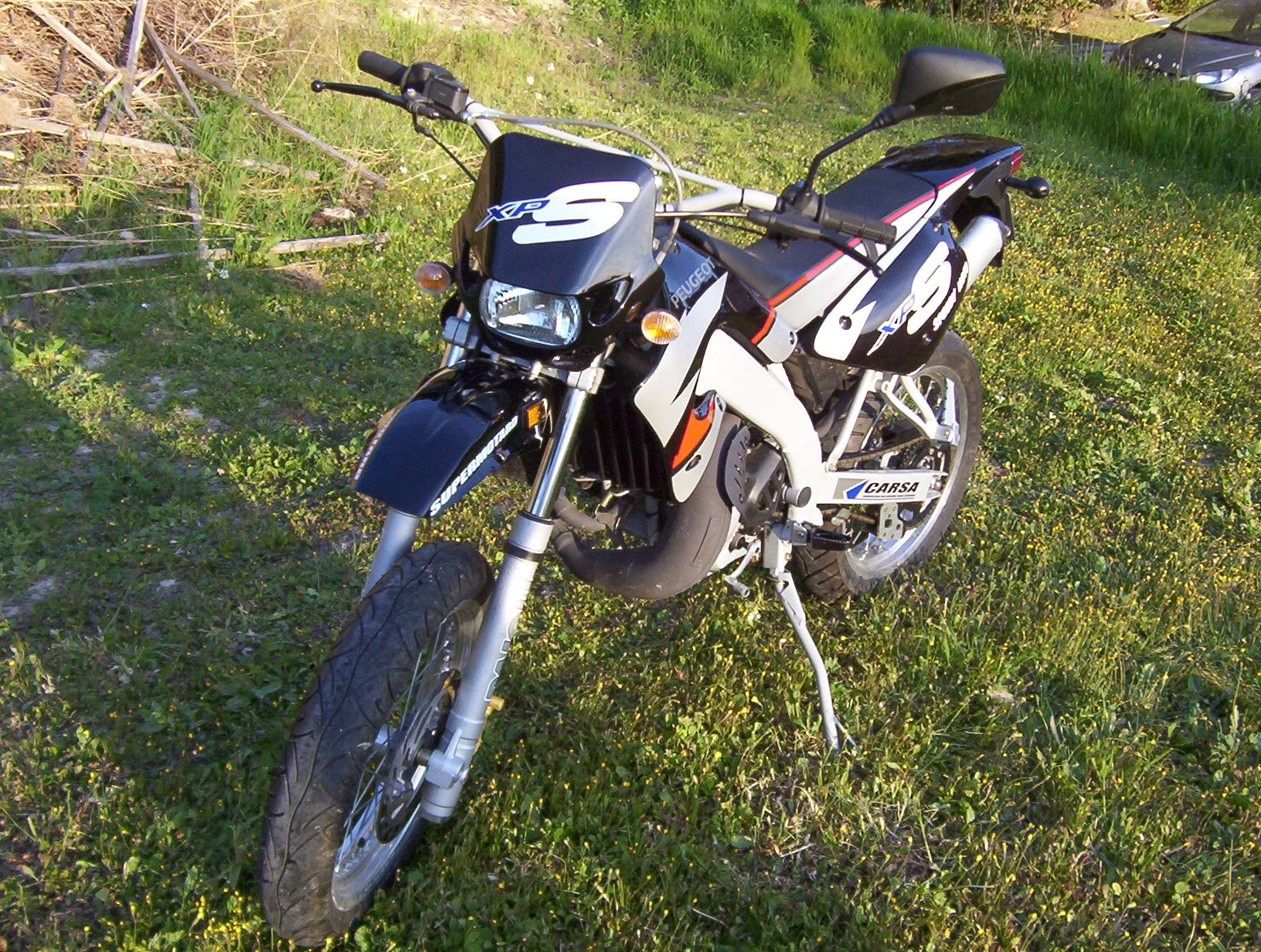
Peugeot XPS.

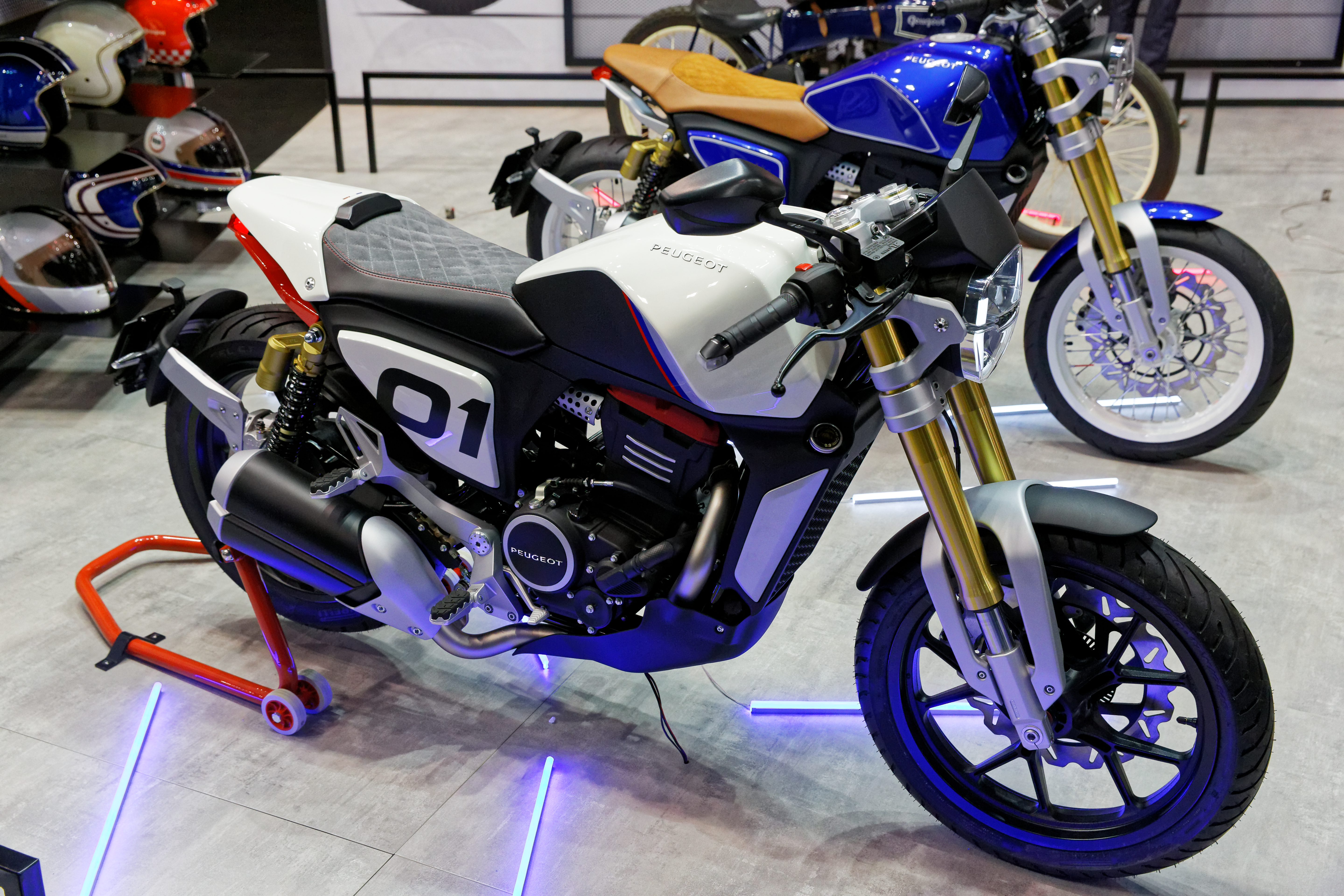
Concept P2X Café Racer.

De 1901 à 1939, Peugeot présente 61 modèles de 100 à 745 cm3. Dans les années 1910, il y a la MB de 1907, la MD 330 cm3 de 1910, la MC 350 cm3 de 1913 dite Paris Nice, la 500 M 500 cm3 de 1914 et la MT 750 cm3 de 1917. Dans les années 1920, on trouve la CM1 110 cm3 de 1922 qui préfigure les cyclomoteurs d'après-guerre, la SP 250 cm3 et la série des P101 à P110 de 175 cm3 à 350 cm3. Dans les années 1930, le P50 de 100 cm3, sorti en 1931, est le premier vélomoteur de la marque. Il est suivi du P51 en 1933 et du P52 en 1938. En motos, on trouve la P114 de 175 cm3, les P111, P 115 et P117 de 350 cm3 et les P515 et P517 de 500 cm3.
En 1945, les P53 de 100 cm3 et P54 de 100 cm3 (des BMA, Bicyclette à Moteur Auxiliaire) sont proches des motos et permettent de répondre à la demande d'après-guerre. Puis avec la P55, la cylindrée minimale passe rapidement à 125 cm3, conséquence de l'influence des modèles de l'occupant allemand. Suivent une 175 cm3 et une bicylindre 250 cm3 en 1953. La 356TB 125 cm3 bicylindre de 1959 est la dernière moto de cette période.
La Peugeot SX existe de 1975 à 1980 en version 50 et 80 cm3 qui est utilisée par l'armée. La Peugeot TSA qui sort en 1977 est dotée du moteur de la 103. La TXE sortie en 1980 existe en 80 cm3. Elle est suivie de la TXP en 1982.
La Peugeot TLX, une 50 cm3, sort en 1982. Elle est suivie dans cette catégorie en 1986 par la Peugeot XP, déclinée en séries XPS et XPLC. Les XP et TLX étaient équipées d'un embrayage et d'un double variateur automatique pour pouvoir être conduites sans permis comme n'importe quel cyclomoteur, les boîtes manuelles étant interdites sur les cyclomoteurs entre 1981 et 1996, et étaient souvent appelées « mob », terme qui est par ailleurs devenu générique par abus de langage pour désigner les cyclomoteurs automatiques autres que les scooters.
La 125 XLC, produite de 1985 à 1987, existe également en 200 cm3, version étudiée pour l'armée mais non retenue.
La XP6 succède à la XP en 1997, et est remplacée par la XP7 en 2011. Ces modèles sont équipés d'une boîte manuelle. La gamme XP est arrêtée en 2014.
En 2018, Peugeot Motocycles signe son retour dans la moto avec la présentation au Mondial du deux roues de Paris de deux modèles baptisés « Concept P2X » : le Roadster 125 cm3 et le Café Racer 300 cm3.
En 2023 sont présentées les PM-01 en 125 cm3 et 300 cm3.

### Cyclomoteurs

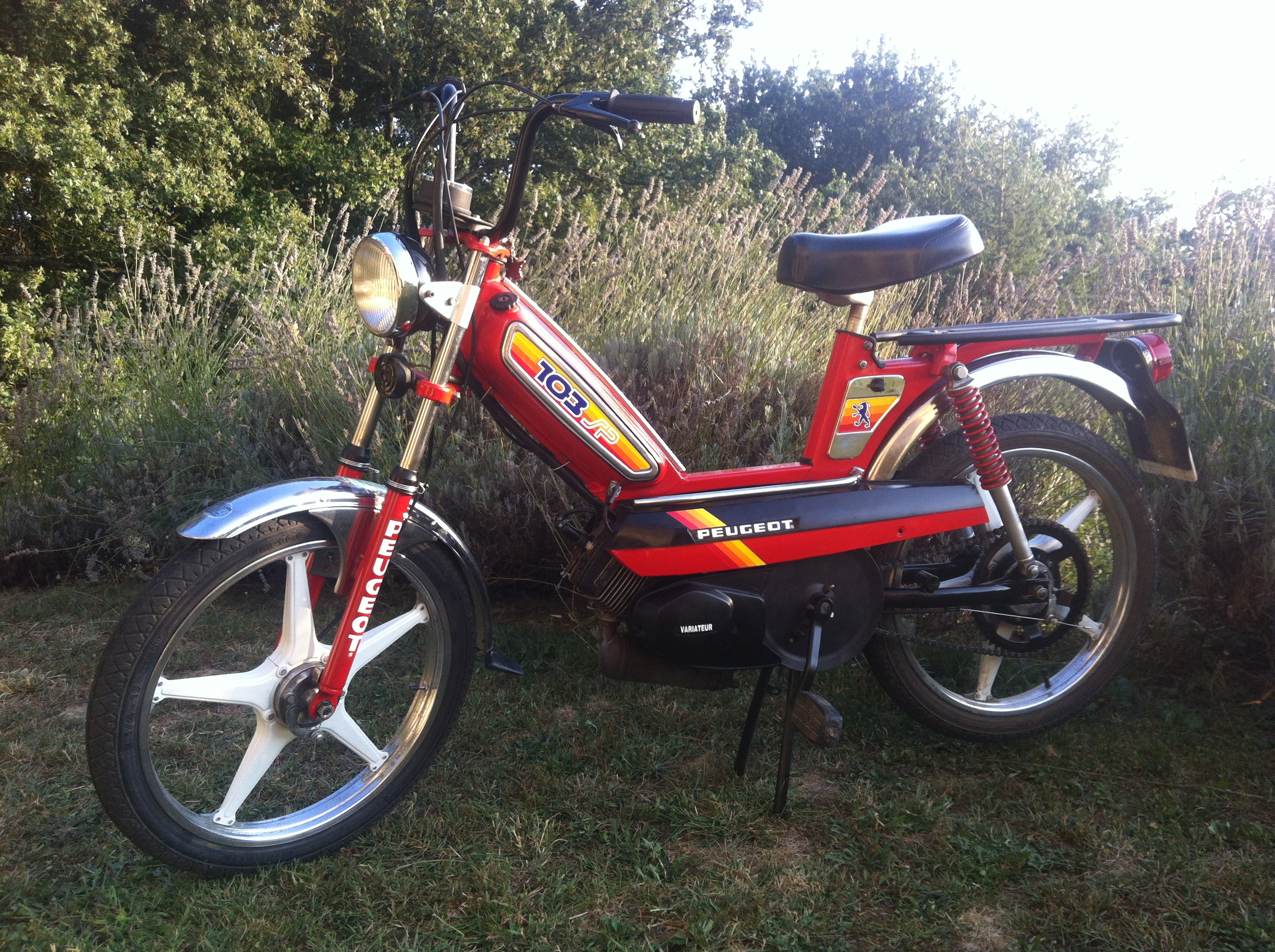
Peugeot 103 SP, années 1980.

- Peugeot Bima (1951-1956), concurrent du VéloSoleX
- Peugeot BB (1956-1971)
- Peugeot 101 (1967-1982)
- Peugeot 102 (1967-1985)
- Peugeot 103 (1971-2017), différents modèles (MVL, SP, Land, Chrono, Electronique, TLX, RCX, Clip, Vogue, FXR, CRX, etc.)
- Peugeot 104 (1970-1980)
- Peugeot 105 (1980-1990)
- Peugeot GT 10 - GL 10 (1973-1978)
- Peugeot Fox (hybride entre mobylette et scooter)

### Scooters

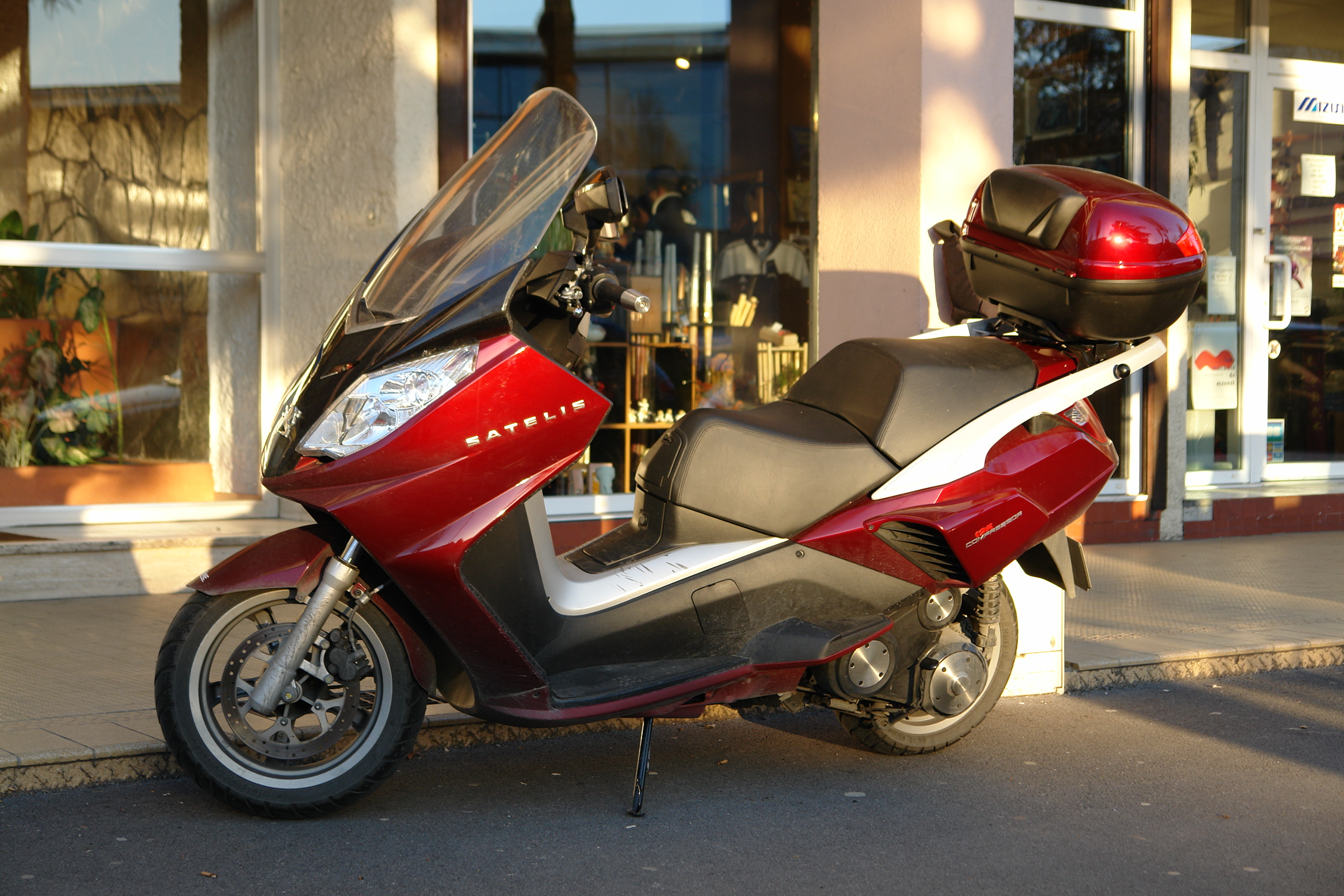
Peugeot Satelis.

- Peugeot S55 (1953) et S57 (1955) : Peugeot lance la production des scooters en 1955 qui évoquent par leur ligne, la Peugeot 203.
- Peugeot ST/SC/SX (1982-1992) : premiers scooters à carrosserie plastique, 50 et 80 cm3
- Peugeot Metropolis 50 (1984-1993), 50 cm3
- Peugeot Rapido (1987-1992)
- Peugeot SV (1992-2004), 50, 80 et 125 cm3
- Peugeot Buxy/Zénith (1993-2002), 50 cm3
- Peugeot Speedake (1994-2002), 50
- Peugeot Squab (1995-2002), 50 cm3
- Peugeot Scoot'elec (1996-2006) : premier scooter électrique
- Peugeot Speedfight (1997-2015), 50 cm3
- Peugeot TKR (1997-2014), 50 cm3
- Peugeot Elyséo (1998-2006), 50, 100 et 125 cm3
- Peugeot Looxor (2001-2006), 50 et 125cm3
- Peugeot Elystar (2002-2014), 50 cm3
- Peugeot Jet Force (2002-2014), 50 cm3
- Peugeot Satelis (2006-2012), 125 cm3
- Peugeot Satelis compressor (2007-2013), 125 cm3
- Peugeot Geopolis (2007-2013), 125 cm3
- Peugeot V-Clic (2007-2013), 50 cm3
- Peugeot Ludix (2007-2017), 50 cm3
- Peugeot LXR (2009-2013), 125 cm3
- Peugeot Vivacity (2008-2018), 50 cm3
- Peugeot Tweet (2010-2023), 50, 125, 150 et 200 cm3
- Peugeot Citystar (2011-2022), 50, 125 et 200 cm3
- Peugeot Metropolis (2011-2020), 400 cm3
- Peugeot e-Vivacity (2012-2018) : deuxième scooter électrique
- Peugeot Satelis (2012-2019), 125 cm3
- Peugeot Kisbee (2013-), 50 cm3
- Peugeot Streetzone (2014-), 50 cm3
- Peugeot Django (2014-), 50 et 125 cm3, renouvelé en 2023[16]
- Peugeot Speedfight (2015-), 50 et 125 cm3
- Peugeot Belville (2017-2021), 125 et 200 cm3
- Peugeot 2.0 (2018-2022) : troisième scooter électrique
- Peugeot e-Ludix (2019-2024), 50 cm3
- Peugeot Pulsion (2019-), 125 cm3
- Peugeot Metropolis (2020-), 400 cm3
- Peugeot Tweet (2023-), 50, 125 et 200 cm3
- Peugeot e-Streetzone électrique (2023-)
- Peugeot Kisbee M 125 (2025-), 125 cm3

#### Maxi-scooters
- Peugeot Geopolis (2007-2011), 250 cm3
- Peugeot Geopolis (2013-2016), 300 cm3
- Peugeot Geopolis (2007-2013), 400 cm3
- Peugeot Satelis (2006-2012), 250 cm3
- Peugeot Satelis (2012-2015), 300 cm3
- Peugeot Satelis (2014-2017), 400 cm3, moteur du Peugeot Metropolis
- Peugeot Satelis (2007-2013), 500 cm3
- Peugeot XP 400 (2023-), 400 cm3, moteur du Peugeot Metropolis